# 華景路駅
華景路駅（かけいろえき）は、中華人民共和国広東省広州市天河区に位置する広州地下鉄11号線の駅である。

## 歴史
- 2024年12月28日：開業[1]。

## 隣の駅
広州地下鉄
■11号線
天河公園駅 - 華景路駅 - 華師駅

## 参考資料
1. ↑  陈钧圣 (2024年12月28日). ““环”游广州｜下一站，海珠·赤沙”. 广州日报.  オリジナルの2025年1月2日時点におけるアーカイブ。 2025年1月3日閲覧。